# مؤسسه یادبود ملی
مؤسسه یادبود/یادآوری ملی با عنوان کامل «مؤسسه یادبود ملی – کمیسیون دادستانی جنایات علیه ملت لهستان» (به لهستانی: Instytut Pamięci Narodowej – Komisja Ścigania Zbrodni przeciwko Narodowi Polskiemu، به شکل کوته‌نوشت IPN) یک نهادی دولتی در لهستان است که مسئول دادستانی، بایگانی، آگاهی‌بخشی و از سال ۲۰۰۷ به بعد، پاکسازی آیینی در رابطه با جنایات علیه ملت لهستان است. IPN جنایات نازی‌ها و کمونیست‌ها را که میان سال‌های ۱۹۱۷ و ۱۹۹۰ رخ داده‌اند، بررسی می‌کند، یافته‌های آن را مستند می‌کند و آنها را برای مردم بازگو می‌کند.
این مؤسسه در ۱۸ دسامبر ۱۹۹۸ توسط پارلمان لهستان پایه‌گذاری شد، و دربرگیرندهٔ کمیسیونی پیش از خود با عنوان «کمیسیون اصلی پیگرد قانونی جنایات علیه ملت لهستان» است که پیشتر در سال ۱۹۹۱ تأسیس شده بود. مؤسسه فعالیت خود را در ۱ ژوئیه ۲۰۰۰ آغاز کرد. IPN عضو بنیانگذار بستر اروپایی خاطره و وجدان است.
بسیاری از پژوهشگران IPN را به دلیل سیاسی‌کاری و عملکرد به عنوان «وزارت حافظه» به جای مؤسسه‌ای پژوهشی-تاریخی بی‌طرف، به ویژه در هنگام دولت قانون و عدالت، مورد انتقاد قرار داده‌اند. در سال ۲۰۱۸، بیانیه مأموریت این موسسه تغییر یافت تا شامل «پاسداری از اعتبار جمهوری لهستان و ملت لهستان» شود.

## هدف
زمینه‌های اصلی فعالیت IPN، مطابق با بیانیه مأموریت اصلی آن، شامل پژوهش و مستندسازی آسیب‌های وارده به ملت لهستان در نتیجه جنگ جهانی دوم و در دوره خودکامهٔ پس از جنگ است. این موسسه از عملیات میهن‌پرستانهٔ مقاومت در برابر نیروهای اشغالگر، و نبرد شهروندان لهستانی برای حاکمیت کشور، از جمله تلاش‌های آنها در دفاع از آزادی و به‌طور کلی کرامت انسانی، گزارش می‌دهد. IPN همچنین جنایاتی را که در خاک لهستان علیه شهروندان لهستانی و همچنین افراد با دیگر تابعیت‌ها در این کشور صورت گرفته‌اند، بررسی می‌کند. جنایات جنگی که طبق قانون لهستان مشمول قانون مرور زمان نمی‌شوند عبارتند از:
1. جنایت‌های رژیم‌های کمونیستی شوروی و لهستان که از ۱۷ سپتامبر ۱۹۳۹ تا فروپاشی کمونیسم در ۳۱ دسامبر ۱۹۸۹ در این کشور رخ دادند،[۴]
2. تبعید سربازان لهستانی ارتش میهنی،[۴] و سایر سازمان‌های مقاومت لهستان و همچنین ساکنان لهستانی‌تبار سرزمین‌های شرقی لهستان پیشین به اتحاد جماهیر شوروی،
3. آرام‌سازی جوامع لهستانی میان رودخانه‌های ویستولا و باگ در سال‌های ۱۹۴۴ تا ۱۹۴۷ توسط کمیساریای خلق در امور داخلی،[۴]
4. جنایت‌های انجام شده توسط سازمان‌های قانونی جمهوری خلق لهستان، به ویژه وزارت امنیت عمومی لهستان و اداره اصلی اطلاعات ارتش لهستان،[۴]
5. جنایت‌های طبقه‌بندی شده تحت عنوان جنایات جنگی و جنایات علیه بشریت.[۴]

پیگرد قانونی جنایات علیه صلح و بشریت، همانند جنایات جنگی، از جمله وظایف IPN است. مأموریت موسسه شامل بررسی نیاز به جبران خسارات وارده توسط مردم سرکوب شده و آسیب دیده در دوران‌هایی است که دولت از حقوق بشر سرپیچی می‌کرد، و همچنین آگاهی‌بخشی به مردم در مورد تاریخ اخیر لهستان. IPN کلیه اسناد مربوط به دستگاه امنیتی کمونیستی لهستان مربوط به ۲۲ ژوئیه ۱۹۴۴ تا ۳۱ دسامبر ۱۹۸۹ را گردآوری، سازماندهی و بایگانی می‌کند.